# Vladimir Iline (acteur)
 (décembre 2020).
Si vous disposez d'ouvrages ou d'articles de référence ou si vous connaissez des sites web de qualité traitant du thème abordé ici, merci de compléter l'article en donnant les références utiles à sa vérifiabilité et en les liant à la section « Notes et références ».
Pour les articles homonymes, voir Vladimir Iline.
Vladimir Adolfovitch Iline (en russe : Влади́мир Адо́льфович Ильи́н, né le 16 novembre 1947) est un acteur soviétique et russe. Il a reçu la distinction d'artiste du peuple de Russie en 1999.

## Jeunesse
Vladimir Iline est né à Sverdlovsk, en SFSR (Union soviétique), aujourd'hui Ekaterinbourg, en fédération de Russie. En 1969, il est diplômé de l'école de théâtre de Sverdlovsk (cours F. Grigorian). Il a travaillé au théâtre Bouffon sous la direction de G. Youdenitch au Théâtre de la Jeunesse de Kazan. De 1974 à 1989, il a travaillé au Théâtre Maïakovski dirigé par A. Gontcharov.

## Vie privée
- Épouse : Zoé Ilina (née Pylnova), voix courte[pas clair].
- Neveu : Alexandre Iline, Jr., acteur russe.

## Filmographie

### Cinéma
- 1969 : Jenia, Jenetchka et 'Katioucha’ : soldat
- 1986 : Mon clown favori (ru) : Roman Romanovski
- 1987 : Le Temps de voler (ru) : Andreï Constantinovitch
- 1988 : Sedov le défenseur (ru) : Vladimir Sedov
- 1988 : Devinette sur une omoplate de mouton (ru) : Khomitch
- 1989 : Avaria, fille d'un flic : Alexeï Nikolaïev, père de Valérie
- 1990 : L'Essaim (Рой) : Artioucha le fou
- 1990 : Chapka (ru) : Fima Ratchline
- 1990 : Fils de p... : Leva Boussyguine
- 1991 : Perdu en Sibérie : capitaine Victor Malakhov
- 1991 : Le Lévrier : la caissier
- 1992 : Encore, toujours encore ! : Likhovol, intendant
- 1992 : Roi blanc, dame rouge : Zoline
- 1993 : Makarov : Vassili Tsvetaïev
- 1993 :  Sagittaire agité (ru) :  Guerman Andreïevitch
- 1994 : La Vie et les aventures extraordinaires du soldat Ivan Tchonkine : le directeur du kolkhoze Goloubev
- 1994 : Soleil trompeur : Kirik
- 1995 : Le Musulman : Guenachka, le berger
- 1995 : L'Arrivée du train (ru)
- 1995 : Le Joueur solitaire (ru) : Micha
- 1995 : Le Voile noir (ru) (Чёрная вуаль) : Yakov Ratissov
- 1998 : Demie-lune (ru) : Rebrov, le saxophoniste
- 1998 : Je veux aller en prison : Semion Semionytch Liamkine
- 1998 : The Stringer : Peter Jaworskiy
- 1998 : Le Barbier de Sibérie : le capitaine Mokine
- 1998: Composition pour le jour de la victoire (Сочинение ко Дню Победы) de Sergueï Oursouliak : Zviaguine
- 1999 : Boulevard de la Passion : Doukine
- 2000 : Fortuna (ru) : Garik
- 2004 : Accès interdit (ru) : Thimothée
- 2005 : Le Gambit turc : Mizinov
- 2009 : Attaque sur Léningrad : Malinine
- 2009 : La Salle n° 6 : Andreï Raguine, docteur
- 2009 : Tarass Boulba : l'ataman
- 2010 : Ivanov : Mikhaïl Borkine
- 2010 : Soleil trompeur 2 : Kirik
- 2011 : Soleil trompeur 3 : Kirik
- 2011 : Vyssotski. Merci d'être en vie : le colonel du KGB de Moscou
- 2012 : Le Tigre blanc : le colonel, chef de l'hôpital
- 2014 : Poddoubny (ru) : l'entraîneur de Poddoubny
- 2017 : The Spacewalker : Sergueï Korolev
- 2018 : L'Entraîneur : Berger

### Télévision
- 1969 : Les Fils vont à la bataille (ru)
- 1996-1997 :  La Reine Margot :
- 2000 : Les Mystères des révolutions de palais (ru) : Andreï Osterman
- 2003 : L'Idiot : Lebedev
- 2007 : Guerre et Paix : le maréchal Koutouzov
- 2013 : Protection d'État 3 : Vitali Avdeïevitch Soubbota